# جامعة جنوب ألاباما
جامعة جنوب ألاباما (بالإنجليزية: University of South Alabama)‏ هي جامعة أمريكية تقع في ولاية ألاباما في مدينة موبيل.

## مدينة الجامعة
تقع الجامعة في مدينة موبيل في ولاية ألاباما جنوب الولايات المتحدة، يعد طقس المدينة حار صيفا وشديد البرودة في الشتاء، وتعتبر المدينة آمنة ومستواها المعيشي متوسط، كما أن المدينة تقع بين ولايات متجمعة أكبرها فلوريدا.

## إحصائيات
يبلغ عدد طلاب الجامعة 16,055 طالب.

## وصلات خارجية
- الولايات المتحدة